# Renaissance (film 2006)
Renaissance (noto anche come Paris 2054: Renaissance) è un film d'animazione tech noir del 2006 diretto da Christian Volckman.

## Trama
Nella Parigi futuristica del 2054 avviene il rapimento di Ilona Tasuiev, scienziata 22enne che lavora per la megacorporazione Avalon: al capitano della polizia Barthélémy Karas viene affidato il compito di risolvere il mistero sulla sua scomparsa.
Karas contatta il dottor Jonas Muller, un ex scienziato di Avalon, venendo a sapere che Ilona stava lavorando a un dottorato sulla progeria; Muller avverte Karas che nessuno lascia mai veramente Avalon. Karas, su consiglio di Bislan, sorella maggiore di Ilona, incontra Paul Dellenbach, uno degli amministratori delegati di Avalon, e quando ipotizza che potrebbe essere andato a letto con la ragazza, Dellenbach nega fermamente e risponde che pur essendo infedele non andrebbe mai con una delle sue ricercatrici.
Dopo una serie di vicoli ciechi viene avvistata la macchina di Ilona, e Karas parte all'inseguimento dell'autista fino alla Torre Eiffel: l'uomo risulta essere uno scagnozzo di Nusrat Farfella, un mafioso musulmano arabo che era stato un amico d'infanzia di Karas. Questi riporta il criminale a Farfella, il quale a sua volta gli consegna i filmati di sicurezza del rapimento di Ilona: essi mostrano che la sua macchina è stata rubata da un uomo incredibilmente vecchio.
Karas viene a sapere che Claus, il fratello di Muller, era affetto da progeria; pur essendo il miglior scienziato di Avalon, Muller si dimise in seguito alla morte del fratello, che non riuscì a curare, iniziando poi a lavorare in una clinica gratuita. Karas chiede a Bislane, che lavora per Avalon come archivista, di scoprire cosa stesse cercando Muller, convinto che sia il responsabile del rapimento di Ilona. La donna scopre che un certo dottor Hishiro Nakata lavorò con Muller nella ricerca di una cura per la progeria, e che i nove bambini su cui stavano effettuando i test iniziarono a dare segni di strane mutazioni, morendo per le complicanze. Karas e Bislane scappano perché l'accesso al file secretato ha allertato la sicurezza di Avalon.
Riusciti a scappare, Karas racconta a Bislane di quando lui Farfella crebbero insieme in una casba e vennero catturati da una gang rivale di quella di cui facevano parte; Farfella riuscì a fuggire, mentre Karas rimase indietro. Karas fa arrestare Bislane per proteggerla da Avalon; nel frattempo, Ilona viene mostrata come confinata in una sfera cibernetica che viene controllata da un uomo anziano. Karas si confronta con l'ormai 93enne Nakata, che gli spiega di come Muller distrusse tutte le prove del loro lavoro dopo la morte del fratello, venti anni di ricerche andati in fumo; Nakata rivela di aver incontrato Ilona un anno prima perché lei voleva comprendere il passato di Muller e, di conseguenza, il loro fallimento. Avalon desiderava che Muller proseguisse nelle ricerche, offrendogli una grossa somma come incentivo: l'obiettivo finale delle loro ricerche è l'immortalità.
Alla fine, Karas rintraccia Muller. Quest'ultimo spiega di aver rapito Ilona perché, attraverso le sue ricerche, lei aveva scoperto il segreto della vita eterna, come lui stesso aveva fatto 40 anni prima; però, sapendo quali sarebbero state le gravi conseguenze se Avalon avesse acquisito una tale conoscenza, decise di rapirla. Karas cerca di convincerlo a costituirsi, ma un tiratore della polizia spara a Muller, uccidendolo. Sopraggiungono Dellenbach e alcune guardie; Dellenbach deride Karas, che gli dà un pugno e viene a sua volta picchiato dalle guardie.
Karas deduce e spiega a Bislane che il misterioso anziano è in realtà Claus, il fratello minore di Muller creduto morto da tutti: è diventato immortale, ma intrappolato in un corpo anziano e malato. Muller rubò le identità dei pazienti morti nella sua clinica così che Claus potesse mantenere l'anonimato, ma Ilona scoprì il segreto. Bislane fa promettere a Karas di salvare sua sorella.
Karas chiama Farfella, che mette al sicuro Bislane, e ottiene un passaporto falso per Ilona; intanto, anche le guardie della megacorporazione si stanno avvicinando alla fogna dove Ilona viene tenuta prigioniera. Claus attacca Ilona, che a sua volta prova a ucciderlo ma viene fermata da Karas; impietosito dalla condizione di Claus, Karas lo lascia andare. Dopo una breve battaglia con le guardie, Karas viene ferito a morte per salvare Ilona, la quale però rifiuta di prendere il passaporto falso e iniziare una nuova vita: al contrario, dichiara di volere la vita eterna e intende consegnare la sua scoperta ad Avalon. Karas è quindi costretto a ucciderla, sparandole alla schiena; Dellenbach osserva l'accaduto attraverso una telecamera. Mentre muore, Karas immagina di scusarsi con Bislane per aver ucciso sua sorella, e viene perdonato. Il film si chiude di notte con Claus, che ora vive da vagabondo, mentre getta una fotografia di lui e suo fratello in un barile in fiamme.

## Personaggi e doppiatori
| Personaggio       | Interprete in motion capture | Doppiatore francese | Doppiatore inglese  | Doppiatore italiano       |
| ----------------- | ---------------------------- | ------------------- | ------------------- | ------------------------- |
| Barthélémy Karas  | Robert Dauney                | Patrick Floersheim  | Daniel Craig        | Alessandro Maria D'Errico |
| Bislane Tasuiev   | Crystal Shepherd-Cross       | Laura Blanc         | Catherine McCormack | Elena Canone              |
| Ilona Tasuiev     | Isabelle Van Waes            | Virginie Mery       | Romola Garai        | Annalisa Longo            |
| Jonas Muller      | Marco Lorenzini              | Marc Cassot         | Ian Holm            | Cesare Rasini             |
| Paul Dellenbach   | Max Hayter                   | Gabriel Le Doze     | Jonathan Pryce      | Claudio Moneta            |
| Nora              | ?                            | Annie Milon         | Lachele Carl        | Katia Sorrentino          |
| Pierre Amiel      | Jerome Causse                | Bruno Choël         | Rick Warden         | Davide Albano             |
| Nusrat Farfella   | Jean-François Wolff          | Marc Alfos          | Kevork Malikyan     | ?                         |
| Hishiro Nakata    | ?                            | Jim Adhi Limas      | Bob Watson Barr     | ?                         |
| Goran             | ?                            | Daniel Lafourcade   | Boutros El Amari    | ?                         |
| Di Borgo          | ?                            | Patrick Gosselin    | Dean Gregory        | ?                         |
| Reparaz           | ?                            | Yumi Fujimori       | Nina Sosanya        | ?                         |
| Montoya           | ?                            | Boris Rehlinger     | Sean Pertwee        | ?                         |
| Naghib            | ?                            | Franck Soumah       | Sean Barrett        | ?                         |
| Dimitri Ostrovski | ?                            | Jérôme Pauwels      | Breffni McKenna     | ?                         |

## Produzione
La produzione del film è durata poco meno di due anni, tra il 2004 e il 2005. L'animazione utilizza la tecnica del motion capture, che consiste nel far recitare le scene del film da attori in carne e ossa, le cui azioni ed espressioni vengono registrate da dei sensori al computer e rielaborate in computer grafica. Le riprese con attori reali, supervisionate da Attitude Studio, si sono svolte a Lussemburgo, e sono durate dieci settimane.
Viene determinata la struttura delle riprese del film, con un ampio margine di libertà dato dal fatto che le scene così filmate vengono interamente modellate in tre dimensioni; viene quindi prodotta un'animazione completa del film. È solo allora che l'animazione stessa si svolge con immagini generate al computer, che riproducono dettagliatamente i movimenti dei personaggi. Gli elementi del film che non sono animati mediante motion capture sono interamente animati dalla computer grafica, secondo la consueta tecnica di animazione che consiste nel disegnare prima le posizioni chiave del movimento, e poi quelle intermedie.
Una volta terminata l'animazione dettagliata, viene aggiunto il rendering finale (imitando la grafica bidimensionale, in bianco e nero e con pochissime sfumature di grigio) viene aggiunto sopra i modelli in computer grafica, che richiede un ampio lavoro sull'illuminazione e sulle texture. Il software di rendering in bianco e nero è stato sviluppato per le esigenze del film. Ogni elemento di una scena viene prima lavorato separatamente, poi vengono assemblati utilizzando un software specifico. L'animazione degli abiti dei personaggi, nonché degli effetti come la profondità di campo, la pioggia o i riflessi, vengono aggiunti durante quest'ultimo passaggio. Il rendering finale dell'animazione è terminato circa un anno dopo la fine delle riprese in motion capture.

## Colonna sonora
La colonna sonora del film, composta da Nicholas Dodd, è stata pubblicata la prima volta dall'etichetta indipendente Naïve Records il 28 marzo 2006, e il 19 settembre successivo dalla casa discografica Hollywood Records in formato digitale. Una versione rimasterizzata e aggiornata è stata pubblicata dalla Music Box Records il 2 novembre 2018, eseguita dalla Philharmonia Orchestra e la cui durata totale è 76:26. Le tracce contrassegnate con un asterisco non sono presenti nel film, mentre quelle con due asterischi sono presenti nel film ma contengono parti inedite.
1. Prison Cell – 1:06
2. Paris 2054 / Descent Into Paris – 1:21
3. Opening Title – 2:29
4. Stakeout – 1:45
5. Back to the Bar / Ilona Kidnapped* – 2:59
6. The Abduction / Introspection** – 1:33
7. Bislane Commissariat / Muller and Karas – 2:46
8. Ilona in the Sphere, the Instant-Growing Tree* / Ilona's Theme* / Sting / Karas and Bislane – 4:08
9. Klaus' Childish Drawings* / Dimitri's Death – 1:13
10. Paris 2054 / Trouble With Sister – 2:14
11. Farfella's World – 3:04
12. Computer Face 2 / Sting Stab / Bislane Run – 1:13
13. Passion's Kiss / The Mortuary* – 1:38
14. Sting / Morgue to Car / The Shootout* / Fire / Sting 2 – 2:31
15. Sting / Computer Face 1 / Muller – 2:18
16. Bislane Investigation** – 3:58
17. Karas Picture – 1:10
18. Intrusion / Code Black – 2:05
19. Klaus and Ilona / The Carousel* / Delgado Fight – 2:53
20. Nocturne (En Fa Mineur Op. 55, No. 1 Andante) – 2:57
21. Karas Uncovers the Mystery of Klaus / Ending Title – 3:45
22. Passion's Kiss / Children – 2:30
23. Ilona / Muller and Ilona* / Muller's Sacrifice – 4:25
24. Karas Fight* – 0:55
25. Muller Death News / Klaus Drawing / Karas and Bislane (Love theme)* – 3:34
26. We've Found Him – 3:45
27. Karas Looking for Ilona / Klaus Strangle** – 3:16
28. Ilona and Karas Run – 1:36
29. Ilona Shot / Memories Forgotten – 4:40
30. BONUS TRACKS: Parisian Club #1* – 1:34
31. Parisian Club #2* – 1:05

## Distribuzione
È stato distribuito in Francia il 15 marzo 2006 e nel Regno Unito il 28 luglio. In Italia è stato distribuito il 5 aprile 2019 da Minerva Pictures.

## Accoglienza

### Critica
Il film ha ricevuto un'accoglienza mista da parte della critica. Su Rotten Tomatoes ha ottenuto una percentuale di gradimento del 50%, con un voto medio di 5,5 su 10 basato su 78 recensioni, mentre su Metacritic ha una valutazione di 57 su 100 basata su 17 recensioni.

### Incassi
Il film ha incassato complessivamente 1831348 $.

## Riconoscimenti
- 2006 – Festival internazionale del film d'animazione di Annecy[10]
  - Miglior film
- 2006 – Chicago International Film Festival
  - Candidatura al miglior film
- 2007 – Festival internazionale del cinema di Porto
  - Grand Prize of European Fantasy Film in Silver